# 1904년 하계 올림픽 사이클

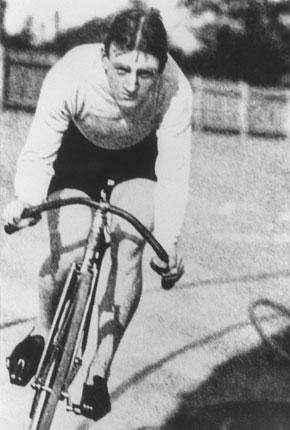
마커스 헐리의 경기 모습

1904년 하계 올림픽 사이클은 미국 세인트루이스에서 개최된 1900년 하계 올림픽의 경기 종목이다. 1개국에서 18명의 선수가 참가하였으며, 7개의 세부 종목으로 진행되었다.

## 경기장
1904년 하계 올림픽 사이클 경기는 세인트루이스에 있는 프랜시스 필드에서 경기가 열렸다.
| 도시         | 경기장        | 원어명        | 비고    |
| ------------ | ------------- | ------------- | ------- |
| 세인트루이스 |               |               | 전 종목 |
| 세인트루이스 | 프랜시스 필드 | Francis Field | 전 종목 |

## 참가국
사이클 종목은 1개국에서 18명의 선수가 참가하였다.
| - 미국 (18명) |

## 메달 집계

### 최종 순위
| 순위 | 국가 | 금메달 | 은메달 | 동메달 | 합계 |
| ---- | ---- | ------ | ------ | ------ | ---- |
| 1    | 미국 | 7      | 7      | 7      | 21   |
| 합계 | 합계 | 7      | 7      | 7      | 21   |

### 메달리스트
| 종목          | 금                 | 은                      | 동                      |
| ------------- | ------------------ | ----------------------- | ----------------------- |
| 0.25mi 자세히 | 마커스 헐리 · 미국 | 버튼 다우닝 · 미국      | 테디 빌링턴 · 미국      |
| 0.3mi 자세히  | 마커스 헐리 · 미국 | 버튼 다우닝 · 미국      | 테디 빌링턴 · 미국      |
| 0.5mi 자세히  | 마커스 헐리 · 미국 | 테디 빌링턴 · 미국      | 버튼 다우닝 · 미국      |
| 1mi 자세히    | 마커스 헐리 · 미국 | 버튼 다우닝 · 미국      | 테디 빌링턴 · 미국      |
| 2mi 자세히    | 버튼 다우닝 · 미국 | 오스카 조크 · 미국      | 마커스 헐리 · 미국      |
| 5mi 자세히    | 찰스 슬리 · 미국   | 조지 E. 윌리 · 미국     | 아서 F. 앤드루스 · 미국 |
| 25mi 자세히   | 버튼 다우닝 · 미국 | 아서 F. 앤드루스 · 미국 | 조지 E. 윌리 · 미국     |

## 참고 문헌
- 국제 올림픽 위원회 - 1904년 하계 올림픽 트랙 사이클 경기 결과 (영어)
- (영어) George Seymour Lyon - Olympic Individual gold medal winner 1904
- (폴란드어) Pawel, Wudarski (1999). “Wyniki Igrzysk Olimpijskich”. 2008년 10월 14일에 원본 문서에서 보존된 문서. 2006년 12월 17일에 확인함.
- (영어) “Cycling at the 1904 St. Louis Summer Games”. sports-reference.com. 2011년 7월 26일에 원본 문서에서 보존된 문서. 2010년 8월 23일에 확인함.

| 올림픽 사이클 |                                             |             |
| 이전 대회     | 1904년 하계 올림픽 사이클 세인트루이스 1904 | 다음 대회   |
| 파리 1900     | 1904년 하계 올림픽 사이클 세인트루이스 1904 | 아테네 1906 |